# Peter Perski
Peter  Vladimir Perski, född 6 januari 1970 i Stockholm,  är en svensk skådespelare.
Perski utexaminerades från Teaterhögskolan i Stockholm 1995.

## Filmografi (urval)
- 1996 – Jägarna
- 2000 – Livet är en schlager
- 2001 – Rederiet (TV)
- 2003 – Utan dig
- 2004 – Eko
- 2005 – Kommissionen (TV)
- 2008 –  Maria Wern - Främmande fågel
- 2009 – Stormen
- 2010 – Maria Wern - Stum sitter guden
- 2010 – Maria Wern - Alla de stillsamma döda
- 2011 – Maria Wern - Må döden sova
- 2011 – Maria Wern - Svart fjäril
- 2011 – Maria Wern - Pojke försvunnen
- 2012 – Maria Wern - Inte ens det förflutna
- 2016 – Maria Wern – Min lycka är din
- 2016 – Maria Wern – De döda tiger
- 2016 – Maria Wern – Dit ingen når
- 2016 – Maria Wern – Smutsiga avsikter
- 2018 – Maria Wern - Den eld som brinner
- 2018 – Maria Wern - Ringar på vattnet
- 2018 – Maria Wern -Viskningar i vinden
- 2018 – Maria Wern - Jord ska du åter vara
- 2021 – Maria Wern - Fienden ibland oss (TV-serie)

## Teater

### Roller (ej komplett)
| År   | Roll                 | Produktion                                                                              | Regi                   | Teater                                        |
| ---- | -------------------- | --------------------------------------------------------------------------------------- | ---------------------- | --------------------------------------------- |
| 1995 | Teseus Oberon        | En midsommarnattsdröm (A Midsummer Night's Dream) William Shakespeare                   | Peter Oskarson Ma Ke   | Orionteatern/ Teaterhögskolan i Stockholm     |
| 2000 |                      | Las Vegas                                                                               | Birgitta Englin        | Dritero Kasapi                                |
| 2001 |                      | Elektra                                                                                 | Birgitta Englin        | Uppsala Stadsteater                           |
| 2002 |                      | Och så levde vi lyckliga                                                                | Maria Löfgren          | Uppsala Stadsteater                           |
| 2003 |                      | Medea                                                                                   | Birgitta Englin        | Stockholms Stadsteater                        |
| 2004 |                      | Pappas hjärta Alexander Ahndoril                                                        | Stockholms teatergrupp | Teater Tribunalen                             |
| 2004 |                      | Innan vi faller                                                                         | Mikaela Granit         | Judiska Teatern                               |
| 2005 |                      | Alla tjuvar kommer inte för att stjäla (Non tutti i ladri vengono per nuocere) Dario Fo | Figge Norling          | Mellanfjärdens teater                         |
| 2005 |                      | Tusen och en natt                                                                       | Ulf Evren              | Teater Pipersgatan 4                          |
| 2006 |                      | Utvandrarna Vilhelm Moberg                                                              | Farnaz Arbabi          | Riksteatern/ Regionteatern Blekinge Kronoberg |
| 2006 |                      | Trettondagsafton (Twelfth Night, or What You Will) William Shakespeare                  | Graham Christoffer     | Folkteatern i Gävleborg                       |
| 2007 |                      | Tartuffe (Tartuffe, ou l'Imposteur) Molière                                             | Olle Törnqvist         | Folkteatern i Gävleborg                       |
| 2008 |                      | Mot väggen                                                                              | Dritëro Kasapi         | Riksteatern                                   |
| 2008 |                      | Drottningens juvelsmycke Carl Jonas Love Almqvist                                       | Björn Melander         | Folkteatern i Gävleborg                       |
| 2009 |                      | En är ilsken                                                                            | Kajsa Isaksson         | Riksteatern                                   |
| 2010 | Martin Austin        | Jerusalem Eva Bergman                                                                   | Eva Bergman            | Dramaten                                      |
| 2010 |                      | Ronja rövardotter Astrid Lindgren                                                       | Linus Fellbom          | Hudiksvalls teater                            |
| 2011 |                      | Barnen ifrån Frostmofjället Laura Fitinghoff                                            | Carolina Frände        | Stadsteatern Skärholmen                       |
| 2012 |                      | Cyklisten Mats Kelbye och Peter Perski                                                  | Carolina Frände        | Stadsteatern Skärholmen                       |
| 2013 |                      | Blodsbröder (Blood Brothers) Willy Russell                                              | Jimmy Lindström        | Teater Brunnsgatan 4                          |
| 2014 |                      | Gudshjälmen                                                                             | Linus Fellbom          | Riksteatern                                   |
| 2014 |                      | Losern och skönheten                                                                    | Sara Cronberg          | Uppsala Stadsteater                           |
| 2015 |                      | Partiledaren som kom in från kylan                                                      | Dennis Sandin          | Uppsala Stadsteater                           |
| 2015 |                      | Mannen utan minne (Mies vailla menneisyyttä) Aki Kaurismäki                             | Nadja Weiss            | Dramaten                                      |
| 2015 |                      | Ordets makt Ola Larsmo, Martin Lindberg, Åsa Lindholm och Lucia Cajchanova              | Linus Tunström         | Uppsala stadsteater                           |
| 2016 |                      | Pojke med resväska                                                                      | Isabella Moreau        | Örebro länsteater                             |
| 2022 | Tubb Lubb            | Drivhuset (The Hothouse) Harold Pinter                                                  | Stefan Metz            | Kulturhuset Stadsteatern                      |
| 2025 | Jefferson (igelkott) | Jefferson Jean-Claude Mourlevat                                                         | Olle Törnqvist         | Dramaten                                      |